# Baruharjo
Baruharjo is een bestuurslaag in het regentschap Trenggalek van de provincie Oost-Java, Indonesië. Baruharjo telt 3810 inwoners (volkstelling 2010).